# Rodete

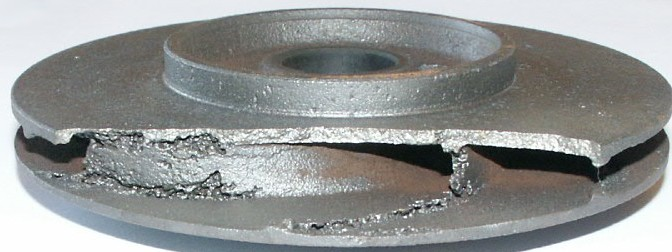
Rodete de una bomba centrífuga afectado por cavitación.

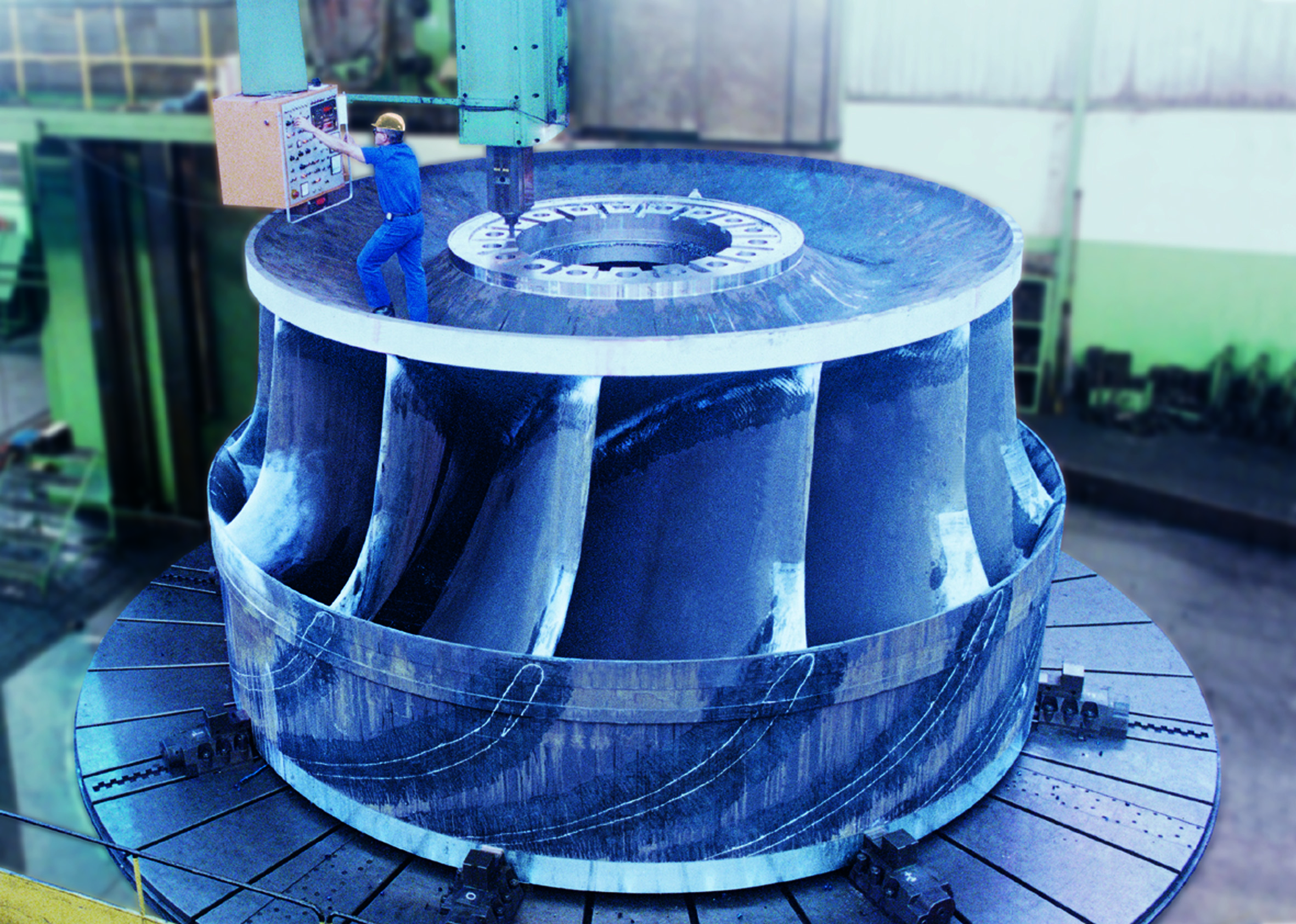
Rodete de una turbina en un torno.

Un rodete es un tipo de rotor situado dentro de una tubería o un conducto y encargado de impulsar un fluido. Generalmente se utiliza este término para referirse al elemento móvil de una bomba centrífuga, pero en ocasiones también se utiliza para referirse al elemento móvil de turbinas y ventiladores.
Consiste en un disco perpendicular al eje de giro, compuesto por álabes curvados en dirección contraria al movimiento. Según los esfuerzos que deba soportar y la agresividad del medio que deba impulsar, el rodete puede estar hecho de aleación metálica, como por ejemplo acero o aluminio, o de algún polímero, como por ejemplo poliamida.
El fluido entra por el centro u ojo del rodete y es arrastrado por los álabes en dirección radial, saliendo a la voluta y de ahí, hacia las tubuladuras de salida en las bombas monoetapa, o es recogido por el siguiente rodete en las bombas multietapa, que consisten en varios rodetes colocados en serie.
La geometría del rodete es de vital importancia para conseguir un rendimiento hidráulico elevado.